# قاسية (أغنية)
هارد هي أغنية سجلتها المغنية البربادوسية ريانا لألبومها الإستديو الرابع، ريتيد آر (2009). الأغنية من كتابة تيريس ناش، وكريستوفر ستيوارت، وريانا، وجيزي، مع اشتراكه في أداء الأغنية مع ريانا، ومن إنتاج تيريس وكريستوفر. أرسلت «هارد» إلى الراديو عن طريق تسجيلات ديف جام يوم 10 نوفمبر، 2009، كثاني أغنية منفردة في الولايات المتحدة من ريتيد آر. «هارد» هي أغنية هيب هوب مع إيقاعات عسكرية، والمزيج من سنثسيزر، وألحان حادة، وأوتار بيانو. النقاد أشادوا أداء ريانا وتعاونها مع يونغ جيزي.

## الأداء التجاري
في الولايات المتحدة، بلغت «هارد» ذروتها في المركز الثامن يوم 30 يناير، 2010. الأغنية أصبحت ثالث عشر أغنية تدخل في المراكز العشرة الأولى على الرسم البياني الأمريكي بيلبورد هوت 100 لريانا، تعادلت مع بيونسي نولز باعتبارها أكثر فنانة لديها أغاني في المراكز العشرة الأولى منذ عام 2000. الأغنية وصلت إلى المركز الأول على الرسم البياني بيلبورد هوت لأغاني الدانس كلوب يوم 6 مارس، 2010. حصلت الأغنية على شهادة بلاتينيوم من قبل رابطة صناعة التسجيلات الأمريكية، لمبيعات وصلت إلى 1,000,000 نسخة. على الرغم من عدم صدور الأغنية عالمياً، لكنها دخلت في العديد من الرسوم البيانية من بعد صدور الأغنية المصورة. في كندا، بلغت ذروتها في المركز التاسع لمدة أسبوع واحد يوم 6 فبراير، 2010.

## الجوائز والترشيحات
| السنة | الحفل                        | البلد المضيف                     | الفئة                                               | النتيجة | المصادر |
| ----- | ---------------------------- | -------------------------------- | --------------------------------------------------- | ------- | ------- |
| 2010  | جوائز بي إي تي               |                                  | جائزة اختيار المشاهد                                | فوز     | [ 6 ]   |
| 2010  | جوائز موسيقى الدانس العالمية | أفضل أغنية آر أند بي/آيربان دانس | رُشِّح                                                 | [ 7 ]   |         |
| 2011  | جوائز بربادوس الموسيقية      |                                  | أفضل أغنية السول / الآر أند بي / الهيب هوب المنفردة | رُشِّح     | [ 8 ]   |

## الصيغ وقائمة الأغاني
ريمكسات رقمية من متجر آي تيونز 
1. «هارد» (جمب سموكيرز نسخة الراديو) – 3:10
2. «هارد» (تشو فو غرانيت فكس نسخة الراديو) – 3:43
3. «هارد» (جودي دين برودير نسخة الراديو) – 3:30
4. «هارد» (جمب سموكيرز إكستينتيد) – 3:36
5. «هارد» (تشو فو غرانيت فكس إكستينتيد) – 5:27
6. «هارد» (جودي دين برودير كلوب ريمكس) – 6:43
7. «هارد» (جودي دين برودير داب) – 6:45

## الرسوم البيانية
| الرسم البياني (2010)                                   | المركز | المصادر |
| ------------------------------------------------------ | ------ | ------- |
| أستراليا (ARIA)                                        | 51     | [ 10 ]  |
| بلجيكا (Ultratop 50 Wallonia)                          | 12     | [ 11 ]  |
| كندا (Canadian Hot 100)                                | 9      | [ 12 ]  |
| أيرلندا (IRMA)                                         | 33     | [ 13 ]  |
| اليابان (Japan Hot 100)                                | 90     | [ 14 ]  |
| نيوزيلندا (Recorded Music NZ)                          | 15     | [ 15 ]  |
| سلوفاكيا (IFPI)                                        | 21     | [ 16 ]  |
| السويد (Sverigetopplistan)                             | 26     | [ 17 ]  |
| المملكة المتحدة (The Official Charts Company)          | 42     | [ 18 ]  |
| المملكة المتحدة (The Official Charts Company R&B)      | 14     | [ 19 ]  |
| الولايات المتحدة (Billboard Hot 100)                   | 8      | [ 20 ]  |
| الولايات المتحدة (Billboard Dance Club Songs)          | 1      | [ 21 ]  |
| الولايات المتحدة (Billboard Dance/Mix Show Airplay)    | 5      | [ 22 ]  |
| الولايات المتحدة (Billboard Digital Songs)             | 10     | [ 23 ]  |
| الولايات المتحدة (Billboard Pop Songs)                 | 9      | [ 24 ]  |
| الولايات المتحدة (Billboard R&B/Hip-Hop Airplay)       | 14     | [ 25 ]  |
| الولايات المتحدة (Billboard R&B/Hip-Hop Digital Songs) | 3      | [ 26 ]  |
| الولايات المتحدة (Billboard Hot R&B/Hip-Hop Songs)     | 14     | [ 27 ]  |
| الولايات المتحدة (Billboard Radio Songs)               | 6      | [ 28 ]  |
| الولايات المتحدة (Billboard Rhythmic Songs)            | 4      | [ 29 ]  |
| الولايات المتحدة (Billboard Ringtones)                 | 9      | [ 30 ]  |

| الرسم البياني (2010)                                   | المركز | المصادر |
| ------------------------------------------------------ | ------ | ------- |
| الولايات المتحدة (Billboard Hot 100)                   | 49     | [ 31 ]  |
| الولايات المتحدة (Billboard Dance Club Songs)          | 30     | [ 32 ]  |
| الولايات المتحدة (Billboard Digital Songs)             | 53     | [ 33 ]  |
| الولايات المتحدة (Billboard R&B/Hip-Hop Digital Songs) | 24     | [ 34 ]  |
| الولايات المتحدة (Billboard Hot R&B/Hip-Hop Songs)     | 66     | [ 35 ]  |
| الولايات المتحدة (Billboard Radio Songs)               | 59     | [ 36 ]  |

## الشهادات
| الدولة           | المزود | الشهادات  | المبيعات  | المصادر |
| ---------------- | ------ | --------- | --------- | ------- |
| الولايات المتحدة | (RIAA) | بلاتينيوم | 1,000,000 | [ 37 ]  |

## تاريخ الإصدار
| الدولة           | التاريخ         | نوع الإصدار                    | الشركة المنتجة | المصادر       |
| ---------------- | --------------- | ------------------------------ | -------------- | ------------- |
| الولايات المتحدة | 10 نوفمبر، 2009 | ريذمك وآيربان آيربلاي راديو    | ديف جام        | [ 38 ] [ 39 ] |
| الولايات المتحدة | 23 نوفمبر، 2009 | ماينستريم آيربلاي راديو        | ديف جام        | [ 40 ]        |
| الولايات المتحدة | 19 يناير، 2010  | ريمكسات رقمية من متجر آي تيونز | ديف جام        | [ 9 ]         |